# Nedim Günar
Emin Nedim Günar (* 2. Januar 1932 in Bandırma; † 7. September 2011 in Istanbul) war ein türkischer Fußballspieler, -trainer und -funktionär. Aufgrund seiner langjährigen Tätigkeit für Fenerbahçe Istanbul wird er sehr stark mit diesem Verein assoziiert. Auf Fan- und Vereinsseiten wird er als bedeutender Spieler der Vereinsgeschichte aufgefasst. Aufgrund seiner körperlichen Robustheit und seiner Zweikampfstärke, nach denen er nahezu immer auf den Beinen blieb, erhielt er Spitznamen wie Haciyatmaz (dt. Stehaufmännchen), Topaç Nedim (dt. Kreisel Nedim) oder Biyonik Adam (dt. Bionik-Man). Mit der Türkischen Nationalmannschaft nahm er an der Weltmeisterschaft 1954 teil. Seit den 1990er Jahren bis zu seinem Tod war er Vorstandsratsmitglied bei Fenerbahçe.

## Karriere

### Verein
Günar kam in der türkischen Hafenstadt Bandırma auf die Welt. Hier begann er mit seinem älteren Bruder Kazım Günar, der ebenfalls später Profifußballer wurde und für Vefa Istanbul aktiv war, mit dem Fußballspielen auf der Straße. Später spielte er auch in diversen Schulmannschaften und Amateurvereinen Fußball auf vereinsbasis. Später zog er 1946 mit seiner Familie nach Istanbul und ließ sich im Stadtteil Kadıköy nieder. In jenem Stadtteil der als Heimstätte des Istanbuler Traditionsvereins Fenerbahçe bekannt ist. Hier wohnten sie im Teilbezirk Yeldeğirmeni Mahallesi. In dieser neuen Umgebung begann er auch sofort in der Straßenmannschaft zu spielen. Für ihre Spiele nutzen sie, wenn möglich, den legendären Bolzplatz Kuşdili Çayırı (eher bekannt unter dem Namen Papazın Çayırı (dt.: Der Rasen des Priesters)), auf dem später die heutige Spielstätte Fenerbahçes, das Şükrü-Saracoğlu-Stadion, errichtet wurde. Nachdem man hier alle Mannschaften der gleichen Altersstufe geschlagen hatte, bat man die Jugendmannschaft Fenerbahçes um ein Testspiel. Der damalige Trainer der Jugendmannschaft Sabri Kiraz, eine Spielerlegende von Fenerbahçe, willigte ein. Bei diesem Testspiel auf dem Bolzplatz Kuşdili Çayırı gewann man deutlich mit 5:1 gegen Fenerbahçe. Kiraz war auf Anhieb von Günars Talent überzeugt und veranlasste sofort, dass Günar mit einigen anderen Spielern seiner Mannschaft in die Jugendabteilung von Fenerbahçe aufgenommen wurde. In der Jugendmannschaft Fenerbahçes schaffte er es schnell zum Mannschaftskapitän. Gegen Ende der Spielzeit 1948/49 wurde er vom damaligen Cheftrainer Peter Molloy in den Kader der Profimannschaft aufgenommen und gab am 17. April 1949 während einer Partie der Istanbuler Fußballliga gegen Beykozspor sein Profidebüt.
Zu dieser Zeit spielte Fenerbahçe in der İstanbul Futbol Ligi, da in der Türkei keine landesübergreifende Liga vorhanden war. Stattdessen existierten in den Ballungszentren wie Istanbul, Ankara und Izmir regionale Ligen, wovon die İstanbul Futbol Ligi (dt.: Istanbuler Fußballliga) als die renommierteste galt. Fenerbahçe spielte als Istanbuler Mannschaft in dieser Liga und zählte mit Galatasaray Istanbul und Beşiktaş Istanbul zu den drei stärksten Teams dieser Liga. Günar kam im weiteren Verlauf der Saison zu keinem weiteren Einsatz. Auch die nächste gesamte Saison wurde Günar in den Mannschaftsplanungen nicht berücksichtigt. Erst in der Spielzeit 1950/51 kam Günar zu weiteren Spieleinsätzen und absolvierte so bis zum Saisonende fünf Partien, in denen er ein Tor erzielte. 
Im Sommer 1952 wurde die İstanbul Futbol Ligi aufgelöst und in ein professionelles Ligasystem überführt. Fortan existieren die İstanbul Profesyonel Ligi (dt.: Istanbuler Profiliga) und die zweithöchste Spielklasse, die İstanbul İkinci Küme (dt.: Zweite Istanbuler Liga). Fenerbahçe spielte fortan in der Istanbuler Profiliga. Günar eroberte sich in dieser Liga auf Anhieb einen Stammplatz, spielte in allen 14 möglichen Ligapartien mit und war fortan ein fester Bestandteil der Stammelf. Während man die erste Spielzeit dieser Liga auf dem 3. Tabellenplatz beendete, erreichte man in der Zweiten Spielzeit die Meisterschaft. Dies war für Günar der erste Titel auf Vereinsebene. Durch seine konstant guten Leistungen für seinen Verein wurde Günar vom Nationaltrainer Sandro Puppo in den Kader der Türkei für die Fußball-Weltmeisterschaft 1954 nominiert, kam aber während des Turniers nicht zum Einsatz. Mit seiner Mannschaft erreichte er in den Spielzeiten 1956/57 und 1958/59 zwei weitere Male die Meisterschaft der Istanbuler Profiliga.
Ab Frühjahr 1959 nahm Günar mit Fenerbahçe an der neugegründeten und landesweit ausgelegten Millî Lig, mit heutigem Namen Süper Lig teil. Diese neue Liga wurde als übergeordnete Liga der bisherigen regionalen Ligen, wie der İstanbul Profesyonel Ligi, eingeführt. Alle größeren Teams der regionalen Ligen verließen diese und spielten fortan in der Millî Lig weiter. Die erste Spielzeit wurde von Februar 1959 bis zum Juni 1959 ausgespielt. Mit der errungenen Meisterschaft dieser Liga wurde Günar mit seinem Team erster Türkischer Meister. Günar fiel den Großteil dieser ersten Spielzeit verletzungsbedingt aus und absolvierte lediglich vier Ligaspiele. In der zweiten Spielzeit dieser Liga misslang die Titelverteidigung. So wurde man hinter Beşiktaş Istanbul Vizemeister. In der Saison 1960/61 spielte Günar nicht mehr unangefochten in der Stammelf und absolvierte zehn Ligaspiele. Sein Team lieferte sich mit Galatasaray Istanbul über die gesamte Saison ein Kopf-an-Kopf-Rennen und wurde mit einem Punkt Vorsprung das zweite Mal Türkischer Meister.
Weil Günar in den letzten drei Spielzeiten bei Fenerbahçe nicht durchgängig gespielt hatte und ihm vom Trainerstab auch ein Wechsel nahegelegt wurde, verhandelte er in der Sommertransferperiode 1961 mit mehreren Erstligavereinen. Am letzten Spieltag der Transferperiode wechselte er dann zum Stadt- und Ligakonkurrenten Vefa Istanbul. Ausschlaggebend für diesen Wechsel war die Tatsache, dass Günars älterer Bruder Kazım bei Vefa als Vereinsfunktionär tätig war. Bei seinem neuen Verein erlebte er eine durchwachsene Saison. Obwohl er nicht immer in der Startelf spielte, absolvierte er 20 der möglichen 38 Ligaspiele.
Bereits nach einer Spielzeit kehrte er zu Fenerbahçe zurück. Hier spielte er eine weitere Spielzeit, in der er überwiegend auf der Ersatzbank saß, und beendete zum Sommer 1963 seine aktive Spielerkarriere.

### Nationalmannschaft
Günar Nationalmannschaftskarriere startete damit, dass er im Rahmen der Weltmeisterschaft 1954 in den Kader der Türkei berufen wurde. Hier belegte man am Ende der Gruppenphase punktgleich mit der deutschen Auswahl den zweiten Tabellenplatz. Obwohl man das bessere Torverhältnis hatte, wurde nach der damaligen Regelung der Gruppenzweite durch ein Entscheidungsspiel zwischen diesen beiden Teams entschieden. Diese Begegnung entschied Deutschland 7:2 für sich. Während dieses Turniers kam Günar zu keinem Spieleinsatz.
Etwa drei Monate nach der WM 1954 wurde Günar im Rahmen eines Testspiels gegen die Jugoslawische Nationalmannschaft erneut in den Kader der Nationalmannschaft nominiert. In der Partie vom 5. Juni 1953 spielte er für die volle Spiellänge und absolvierte damit sein einziges Länderspiel. Im Sommer 1955 absolvierte Günar gegen die Italienische Nationalmannschaft sein zweites und letztes Länderspiel. Nach dieser Partie erlitt Günar eine Blinddarmentzündung und fiel längere Zeit aus.
Zudem spielte er 1958 einmal für die zweite Garde der Türkei.

## Trainerkarriere
Nach dem Ende seiner Spielerkarriere absolvierte Günar im Sommer 1969 einen Trainerkurs und erhielt hier seine Trainerlizenz. Im Anschluss an diesen Trainerkurs begann er beim Amateurverein Istanbul Demirspor als Trainer zu arbeiten. Im Februar 1971 begann Günar damit den Istanbuler Zweitligisten Feriköy SK als Co-Trainer zu betreuen. Er assistierte hierbei dem Cheftrainer Hüseyin Arık.
Ab Sommer 1973 übernahm Günar bei Fenerbahçe Istanbul den Posten des Co-Trainers und assistierte damit dem brasilianischen Cheftrainer Valdir Pereira. Neben dieser Tätigkeit übernahm er zusammen mit dem neuen Cheftrainer Abdullah Gegiç die Betreuung der neueröffneten Fußballschule Fenerbahçes.
Im Oktober 1976 trainierte Günar interimsweise als Cheftrainer für etwa zwei Wochen Fenerbahçe.
Ab Frühjahr 1977 übernahm Günar neben seiner Tätigkeit als Co-Trainer auch den Trainerposten der Istanbuler Amateurauswahl.
Zum Sommer 1981 wurde er als Cheftrainer des Istanbuler Amateurvereins Yeldeğirmeni SK vorgestellt, der Verein seines Heimatbezirks. Diese Tätigkeit führte er bis zur Winterpause aus. Anschließend übernahm er beim Istanbuler Zweitligisten Karagümrük SK den Co-Trainerposten und assistierte seinem ehemaligen Mitspieler Şükrü Ersoy.
Für die Spielzeit 1982/83 übernahm er als Cheftrainer den Zweitligisten Aydınspor und trainierte diesen Verein eine Spielzeit lang.
Ab dem Sommer 1983 wurde er bei Fenerbahçe Istanbul als Co-Trainer vorgestellt und assistierte dabei Branko Stanković. Nach einer Saison führte er auch unter dem neuen Cheftrainer Todor Veselinović diese Tätigkeit weiter.
Zum Sommer 1986 gab er seinen Co-Trainerposten bei Fenerbahçe auf und übernahm zur neuen Saison beim Erstligisten Rizespor den Cheftrainerposten. Nachdem er hier hinter den Erwartungen zurückblieb, stellte er in der Winterpause sein Amt zur Verfügung und wurde wenig später durch Fethi Dermican ersetzt.
Für die Spielzeit 1987/88 übernahm Günar den Drittligisten Vefa Istanbul. Jenen Verein, bei dem er und sein Bruder Kazım als Spieler aktiv waren. Mit diesem Verein beendete Günar die Hinrunde als Herbstmeister. Nachdem er aber die letzten Wochen krankheitsbedingt ausgefallen war, wurde er durch Fikri Beşiroğlu ersetzt. Zum Saisonende verspielte Vefa die Tabellenführung. Im Sommer 1988 stellte man daraufhin Günar erneut als Cheftrainer ein.

## Tod
Laut einer Pressemitteilung von Fenerbahçe Istanbul verstarb Günar am 7. September 2011 im Alter von 79 Jahren. Ein Tag nach seinem Tod wurde er nach dem Beerdigungsgebet in der Zühtüpaşa-Moschee im Stadtteil Kadıköy auf dem örtlichen Friedhof beigesetzt. Zu seiner Beerdigung erschienen viele Größen des türkischen Fußballs.

## Erfolge

### Spieler
- Mit Fenerbahçe Istanbul:
  - İstanbul Profesyonel Ligi (3): 1952/53, 1956/57, 1958/59,
  - Türkischer Meister (2): 1959, 1960/61

- Mit der Türkischen Nationalmannschaft
  - Teilnahme an der : Weltmeisterschaft: 1954